# Xenocatantops jagabandhui
Xenocatantops jagabandhui is een rechtvleugelig insect uit de familie veldsprinkhanen (Acrididae). De wetenschappelijke naam van deze soort is voor het eerst geldig gepubliceerd in 1986 door Bhowmik.